# Międzynarodowy Kupon na Odpowiedź

Austriacki IRC (2020)

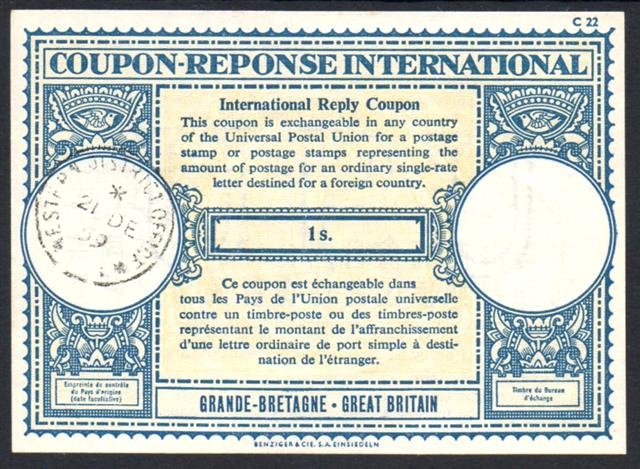
Brytyjski IRC (1959)

Międzynarodowy Kupon na Odpowiedź (International Reply Coupon, w skrócie IRC) – kupon pocztowy o zasięgu międzynarodowym, który podlega wymianie na znaczki pocztowe o wartości opłaty za list zwykły (nierejestrowany) zagraniczny, wysyłany w dowolne miejsce na świecie najszybszą dostępną drogą (lotniczą lub lądowo-morską) w najniższej kategorii wagowej. W Polsce za zagraniczny kupon IRC otrzymać można znaczki o wartości listu zwykłego, priorytetowego, do 50 g.
Kupon podlega wymianie we wszystkich krajach i terytoriach należących do Powszechnego Związku Pocztowego. Kraje członkowskie mają obowiązek wymiany takich kuponów na znaczki pocztowe, jednak nie mają obowiązku emitowania własnych kuponów IRC. Operator pocztowy przyjmujący kupon do wymiany ma prawo żądania od okaziciela kuponu wręczenia pracownikowi poczty poprawnie zaadresowanej przesyłki, która ma być opłacona tymże kuponem, w celu określenia wartości znaczków do wydania.
Celem istnienia kuponów IRC jest umożliwienie pokrycia przez nadawcę kosztów odpowiedzi na korespondencję bez przesyłania w przesyłce listowej pieniędzy w gotówce, które jest zabronione przez międzynarodowe przepisy pocztowe oraz przepisy celne wielu krajów.
Kupony IRC zostały wprowadzone na kongresie PZP w Rzymie w 1906 roku. W tamtych czasach kupon mógł być wymieniony na pojedynczy znaczek pocztowy na list zagraniczny.
Od czasu reformy IRC na 22. Kongresie Powszechnego Związku Pocztowego w Pekinie w roku 1999, wydane zostały cztery nowe rodzaje kuponów na odpowiedź:
- Beijing model 1 – można było go wymieniać do 31 grudnia 2006 r.
- Standard Beijing model 2 oraz Centenary Beijing model 2 – można je było wymieniać do 31 grudnia 2009 r.
- Nairobi model – ważny do 31 grudnia 2013

IRC sprzedawane do 31 grudnia 2001 r. mają nieograniczony okres ważności.
Kupony IRC są wykorzystywane n.p. przez krótkofalowców wysyłających do siebie karty QSL tradycyjną pocztą.